# U 153 (U-Boot, 1941)
U 153 war ein deutsches U-Boot vom Typ IX C, das im Zweiten Weltkrieg von der deutschen Kriegsmarine eingesetzt wurde.

## Technik und Geschichte
U 153 war für die ozeanische Verwendung konzipiert. Boote dieser U-Boot-Klasse wurden daher auch "Ozeanboote" genannt. Es war ein U-Boot vom Zweihüllentyp und hatte eine Wasserverdrängung von 1.120 t über und 1.232 t unter Wasser. Es hatte eine Länge von 76,76 m, eine Breite von 6,76 m und einen Tiefgang von 4,70 m. Mit den beiden 2.200 PS leistenden aufgeladenen MAN-Neunzylinder-Viertakt-Dieselmotoren M 9 V 40/46 konnte eine Höchstgeschwindigkeit über Wasser von 18,3 Knoten erreicht werden. Bei 10 Knoten Fahrt konnten 12.000 Seemeilen zurückgelegt werden. Die beiden SSM-Doppel-E-Maschinen GU 345/34 leisteten je 500 PS und hatten 62 × 62 Akku-Zellen AFA Typ 44 MAL 740 W. Es konnte eine Höchstgeschwindigkeit unter Wasser von 7,3 Knoten erreicht werden. Bei 4 Knoten Fahrt konnte eine Strecke von 64 Seemeilen zurückgelegt werden. Aus vier Bug- und zwei Hecktorpedorohren konnten 22 Torpedos oder bis zu 44 TMA- oder 66 TMB-Minen ausgestoßen werden. Die Tauchtiefe betrug 100–200 m. Die Schnelltauchzeit betrug 35 Sekunden. Es hatte ein 10,5-cm-L/45-Utof-Geschütz mit 180 Schuss und eine 3,7-cm-Fla-Waffe mit 2.625 Schuss sowie eine 2-cm-Fla-Waffe mit 4.250 Schuss. Ab 1943/44 wurden bei diesem Bootstyp die 10,5-cm-Kanone aus- und vier 2-cm-Zwillings-Fla-Geschütze mit 8.500 Schuss eingebaut. Die Besatzungsstärke konnte aus vier Offizieren und 44 Mannschaften bestehen. Die Kosten für den Bau betrugen 6.448.000 Reichsmark.
Der Auftrag für das Boot wurde am 25. September 1939 an die AG Weser in Bremen vergeben. Die Kiellegung erfolgte am 12. September 1940, der Stapellauf am 5. April 1941, die Indienststellung unter Korvettenkapitän Wilfried Reichmann fand schließlich am 19. Juli 1941 statt.
U 153 absolvierte während seiner Dienstzeit zwei Unternehmungen, auf denen drei Schiffe mit einer Gesamttonnage von 16.134 BRT versenkt wurden.

## Einsatzstatistik
Das Boot gehörte nach seiner Indienststellung am 19. Juli 1941 bis zum 31. Mai 1942 als Ausbildungsboot zur 4. U-Flottille in Stettin. Nach der Ausbildung gehörte U 153 vom 1. Juni 1942 bis zu seiner Versenkung am 13. Juli 1942 als Frontboot zur 2. U-Flottille in Lorient.

### Erste Unternehmung
Das Boot lief am 18. Mai 1942 um 20:00 Uhr von Kiel aus und am 30. Mai 1942 um 9:01 Uhr in Lorient ein. Auf dieser zehn Tage dauernden und 2.391 sm über und 88 sm unter Wasser langen Unternehmung in den Nordatlantik zur Überführung des Bootes nach Frankreich wurden keine Schiffe versenkt oder beschädigt.

### Zweite Unternehmung
Das Boot lief am 6. Juni 1942 von Lorient aus und wurde am 13. Juli 1942 versenkt. Auf dieser 39 Tage dauernden Unternehmung in den Westatlantik, in der Karibik vor dem Panama-Kanal und vor Colon wurden drei Schiffe mit insgesamt 16.134 BRT versenkt.
- Am 25. Juni 1942 wurde das britische mit 5.268 BRT vermessene Motorschiff Anglo Canadian (Lage) versenkt. Das Schiff fuhr in Ballast und war auf dem Weg von Vizagapatam im Indischen Ozean über Kapstadt und Ascension nach Baltimore. Es gab einen Toten und 49 Überlebende.

- Am 26. Juni 1942 wurde der amerikanische mit 6.065 BRT vermessene Dampfer Potlatch (Lage) versenkt. Das Schiff hatte 7.500 t Militärgüter, darunter LKWs und Panzer geladen und befand sich auf dem Weg von New York City über Trinidad nach Suez. Es gab acht Tote und 47 Überlebende.

- Am 29. Juni 1942 wurde der amerikanische mit 4.833 BRT vermessene Dampfer Ruth (Lage) versenkt. Das Schiff hatte 5.000 t Manganerz geladen und war auf dem Weg von Rio de Janeiro über Port of Spain nach Baltimore. Es gab 35 Tote und vier Überlebende.

## Verbleib
Das Boot wurde am 13. Juli 1942 in der Karibik vor Colon durch Wasserbomben des US-Zerstörers USS Lansdowne auf der Position 9° 46′ N, 81° 29′ W im Marine-Planquadrat EL 2186 versenkt. Es war ein Totalverlust mit 52 Toten.